# 前耳介静脈
前耳介静脈（ぜんじかいじょうみゃく）は頭頸部の静脈の一つ。外耳前面の血液を浅側頭静脈に送る。